# Davide Gardini
Davide Gardini (Montebelluna, 11 febbraio 1999) è un pallavolista italiano, schiacciatore del Padova.

## Biografia
È il figlio dell'allenatore ed ex pallavolista, membro della Volleyball Hall of Fame, Andrea Gardini.

## Carriera

### Club
Cresciuto nel Club Italia, dopo aver trascorso tre stagioni con il club romano, si trasferisce nella lega universitaria statunitense NCAA Division I, dove gioca con la Brigham Young dal 2019 al 2022, venendo inserito per tre anni consecutivi dall'AVCA nell'All-America First Team.
Per il campionato 2022-23 viene tesserato dal Padova, militante in Superlega, facendo così ritorno in Italia, dove resta per due annate, per poi passare alla Powervolley Milano, nella stagione 2024-25, e fare quindi ritorno al Padova per il campionato 2025-26, sempre nella massima divisione.

### Nazionale
Fa parte delle selezioni giovanili italiane, conquistando la medaglia d'argento al campionato europeo under 19 2017, insignito inoltre del premio come miglior schiacciatore, e quella d'oro al XIV Festival olimpico estivo della gioventù europea. Dopo aver partecipato al campionato europeo under 20 2018, si aggiudica l'argento al campionato mondiale under 21 2019.
Fa il suo esordio in nazionale maggiore nel corso della Volleyball Nations League 2021, andando poi a vincere la medaglia di bronzo ai XIX Giochi del Mediterraneo. Nel 2023 conquista l'oro ai XXXI Giochi mondiali universitari estivi.

## Palmarès

### Nazionale (competizioni minori)
- Campionato europeo under 19 2017
- Festival olimpico della gioventù europea 2017
- Campionato mondiale under 21 2019
- Giochi del Mediterraneo 2022
- Giochi mondiali universitari estivi 2023

### Premi individuali
- 2017 - Campionato europeo under 19: Miglior schiacciatore
- 2020 - All-America First Team
- 2021 - All-America First Team
- 2022 - All-America First Team